# Sambungrejo (Sukodono)
Sambungrejo is een bestuurslaag in het regentschap Sidoarjo van de provincie Oost-Java, Indonesië. Sambungrejo telt 3675 inwoners (volkstelling 2010).